# Adam Daghim
Adam Daghim (Vanløse, Copenhague, 28 de septiembre de 2005) es un futbolista danés de origen palestino. Juega de delantero centro y su equipo actual es el Red Bull Salzburgo de la Bundesliga, máxima categoría del fútbol austríaco.

## Trayectoria
El 30 de agosto de 2023 fue fichado por Red Bull Salzburgo, firmó contrato hasta el 30 de junio de 2026. Fue cedido al Fussballclub Liefering para que tenga rodaje en el fútbol austríaco.
Debutó con su nuevo club el 15 de septiembre en la fecha 7 del campeonato, jugó los 90 minutos pero perdieron 1-2 con Stripfing. El 4 de noviembre anotó su primer gol oficial, en lo que fue el empate 2-2 ante Amstetten. En la fecha 15 convirtió su primer triplete, en la victoria 1-6 contra Lafnitz. En su primera temporada estuvo presente en 22 partidos y colaboró con 6 goles.

## Selección nacional
Ha sido internacional con la selección de fútbol de Dinamarca en las categorías juveniles sub-18, sub-19 y sub-21.

## Estadísticas
Actualizado al último partido disputado el 26 de junio de 2025.
| Club                               | Div.          | Temporada     | Liga  | Liga  | Liga   | Copas nacionales | Copas nacionales | Copas nacionales | Copas internacionales | Copas internacionales | Copas internacionales | Total | Total | Total  |
| Club                               | Div.          | Temporada     | Part. | Goles | Asist. | Part.            | Goles            | Asist.           | Part.                 | Goles                 | Asist.                | Part. | Goles | Asist. |
| ---------------------------------- | ------------- | ------------- | ----- | ----- | ------ | ---------------- | ---------------- | ---------------- | --------------------- | --------------------- | --------------------- | ----- | ----- | ------ |
| Aarhus G. F. Dinamarca             | 1.ª           | 2021-22       | 3     | 0     | 1      | —                | —                | —                | —                     | —                     | —                     | 3     | 0     | 1      |
| Aarhus G. F. Dinamarca             | 1.ª           | 2022-23       | 3     | 0     | 0      | 1                | 0                | 0                | -                     | -                     | -                     | 4     | 0     | 0      |
| Aarhus G. F. Dinamarca             | 1.ª           | 2023-24       | 3     | 0     | 0      | —                | —                | —                | 1                     | 0                     | 0                     | 4     | 0     | 0      |
| Aarhus G. F. Dinamarca             | Total club    | Total club    | 9     | 0     | 1      | 1                | 0                | 0                | 1                     | 0                     | 0                     | 11    | 0     | 1      |
| F. C. Liefering · Austria          | 2.ª           | 2023-24       | 22    | 6     | 6      | —                | —                | —                | —                     | —                     | —                     | 22    | 6     | 6      |
| F. C. Liefering · Austria          | Total club    | Total club    | 22    | 6     | 6      | 0                | 0                | 0                | 0                     | 0                     | 0                     | 22    | 6     | 6      |
| F. C. Red Bull Salzburgo · Austria | 1.ª           | 2023-24       | 1     | 0     | 0      | 0                | 0                | 0                | -                     | -                     | -                     | 1     | 0     | 0      |
| F. C. Red Bull Salzburgo · Austria | 1.ª           | 2024-25       | 29    | 2     | 5      | 4                | 2                | 0                | 14                    | 2                     | 0                     | 47    | 6     | 5      |
| F. C. Red Bull Salzburgo · Austria | 1.ª           | 2025-26       | 0     | 0     | 0      | -                | -                | -                | -                     | -                     | -                     | 0     | 0     | 0      |
| F. C. Red Bull Salzburgo · Austria | Total club    | Total club    | 30    | 2     | 5      | 4                | 2                | 0                | 14                    | 2                     | 0                     | 48    | 6     | 5      |
| Total carrera                      | Total carrera | Total carrera | 61    | 8     | 12     | 5                | 2                | 0                | 15                    | 2                     | 0                     | 81    | 12    | 12     |
| 1. 2.                              |               |               |       |       |        |                  |                  |                  |                       |                       |                       |       |       |        |

## Palmarés

### Distinciones individuales
| Distinción                    | Año  |
| ----------------------------- | ---- |
| Nominado al Premio Golden Boy | 2025 |